# 多央娜姆
多央娜姆（1962年—），藏族，中华人民共和国政治人物、第十一届全国政协委员。
加入九三学社，担任九三学社四川省委副主委、成都市旅游局副局长。2008年，当选第十一届全国政协委员，代表少数民族界，分入第五十组。2018年1月，当选第十三届全国政协委员。